# Festuca zobelii
Festuca zobelii là một loài thực vật có hoa trong họ Hòa thảo. Loài này được Wein mô tả khoa học đầu tiên năm 1909.